# Netzer Sereni
Netzer Sereni (hebräisch נֵצֶר סֶרֶנִי, arabisch نتسر سرني, DMG Nitsir Sirinī) ist ein Ort im judäischen Hügelland Schefela. Der Ort liegt zwischen Ness Ziona, Rechovot und Beʾer Jaʿaqov, im Regionalverband Geser. Ab 1948 waren die Einwohner in der Form eines Kibbuz organisiert. 1999 gaben die Kibbuzniks die meisten Formen genossenschaftlichen Wirtschaftens und Lebens auf. Die meisten Bewohner arbeiten seither auswärts, verfügen privat über ihr Einkommen und konsumieren auch entsprechend im individuellen Rahmen. Die Anlagen des Kibbuz werden an Dritte vermietet und verpachtet. So leben in Mietshäusern am Ort auch viele Menschen, die nicht Mitglied des Kibbuz sind, der nunmehr eher einer Liegenschaftsverwaltung ähnelt.
Der Ort wurde auf einem 1891 gegründeten Landgut namens Bir Salem (arabisch بئر سالم, DMG Biʾr Sālim, hebräisch ביר סאלם) angelegt. Das Landgut diente als Produktions-, Lehr- und Siedlungsstätte für Zöglinge des Syrischen Waisenhauses. Teile des Gutslandes wurden an erwachsene Zöglinge verpachtet. Im und nach dem Ersten Weltkrieg nutzten zunächst deutsche und osmanische, ab Januar 1918 britische Streitkräfte die Wohn- und Hofgebäude.
Ab 1921/28 dienten die Anlagen wieder ihrem ursprünglichen Zweck. Nach der Internierung der deutschen Mitarbeiter als feindliche Ausländer und Beschlagnahme des Landgutes im Jahre 1939 verpachtete die Mandatsregierung seine Ländereien an Herrn Dadschani aus Jaffa. Die Hofstellen hatten arabische Unterpächter inne. Im Unabhängigkeitskrieg nahm am 9. Mai 1948 die Givʿati-Brigade zunächst das von den Briten geräumte Landgut ein, ein Palmach-Bataillon eroberte gegen Ende des Krieges die Pachthöfe. Am 20. Juni desselben Jahres gründeten Schoah-Überlebende, viele aus dem KZ Buchenwald, auf dem Landgut den Kibbuz Buchenwald. 1949 wurde der Name in Netzer geändert und 1955 in Netzer Sereni erweitert.

## Namen des Ortes
Gemäß dem missionarischen Anspruch des Syrischen Waisenhauses benannte Johann Ludwig Schneller 1891 das Landgut Bir Salem (arabisch بئر سالم, DMG Biʾr Sālim ‚Brunnen des Heils‘, in deutschsprachigen Quellen aber meist Bir Salem). Der Name blieb auch erhalten, als die deutschen Mitarbeiter das Landgut 1939 verlassen mussten und die britische Mandatsregierung sie als feindliche Ausländer internierte. Am 20. Juni 1948 gründeten Schoah-Überlebende in den Gebäuden des Landgutes einen Kibbuz, den sie zunächst Kibbuz Buchenwald nannten. Einige der Gründer waren schon in Deutschland Mitglieder des im Juni 1945 gegründeten gleichnamigen Kibbuz Buchenwald gewesen. Dieser Name, mit seinem starken Bezug zur Schoah in Europa, wurde im Frühjahr 1949 durch den Namen Netzer (נֵצֶר ‚Spross‘) ersetzt.
Das Regierungskomitee für Ortsnamen (hebräisch וַעֲדַת הַשֵּׁמוֹת הַמֶּמְשַׁלְתִית Waʿadat haSchemōt haMemschaltīt) lehnte fremdsprachige Namensbestandteile ab. Netzer entstammt einem Vers des Buches Jesaja (Jes 11,1 ). Als Folge der Spaltung des Kibbuzverbands HaKibbuz haMeʾuchad (הקיבוץ המאוחד ‚Vereinigter Kibbuz‘) 1951 zogen Anhänger des neuen Kibbuzverbands Ichud haQvuzot we-haQibbuzim (איחוד הקבוצות והקיבוצים ‚Vereinigung der Kvuzot und der Kibbuzim‘), die vorher im Kibbuz Givʿat Brenner gewohnt hatten, nach Netzer um, darunter Ada Sereni (geb. Ascarelli), die Witwe Enzo Chaim Serenis.
Um dem Zuzug Rechnung zu tragen, wünschten die Kibbuzniks 1952 den Namenszusatz Sereni zu Ehren des Mitbegründers von Givʿat Brenner, des italienischstämmigen Enzo Sereni (1905–1944). Er hatte sich zu den britischen Streitkräften gemeldet und war als Fallschirmspringer der Special Operations Executive im deutsch besetzten Italien abgesprungen, jedoch von deutschen Einheiten gefasst und später im KZ Dachau ermordet worden. Das Namenskomitee wollte aber nur Netzer Chaim (hebräisch נצר חיים) genehmigen, das den hebräischen Mittelnamen statt des italienischen Nachnamens enthält. In zähem Ringen erwirkte aber das Knesseth-Mitglied Chaim Ben-Ascher (1904–1998, חיים בן-אשר), ein Gründungsmitglied Givʿat Brenners, das nach Netzer gezogen und zu Lebzeiten Freund Enzo Serenis war, dass Sereni Teil des Ortsnamens wurde.
Ben-Ascher argumentierte, dass durch Serenis Tod und den tragischen Unfalltod seines einzigen Sohnes Daniel die Erinnerung an die Serenis ausgelöscht wäre, wenn nicht der Nachname Teil des Toponyms würde. Ben-Ascher gewann im Januar 1955 die Mehrheit der Knesseth dafür, sich für den Namenszusatz Sereni auszusprechen. Aus Respekt vor der Knesseth akzeptierte das Namenskomitee dies trotz seiner unveränderten Ablehnung fremdsprachiger Toponyme im Juni und der Name wurde amtlich.

## Lage

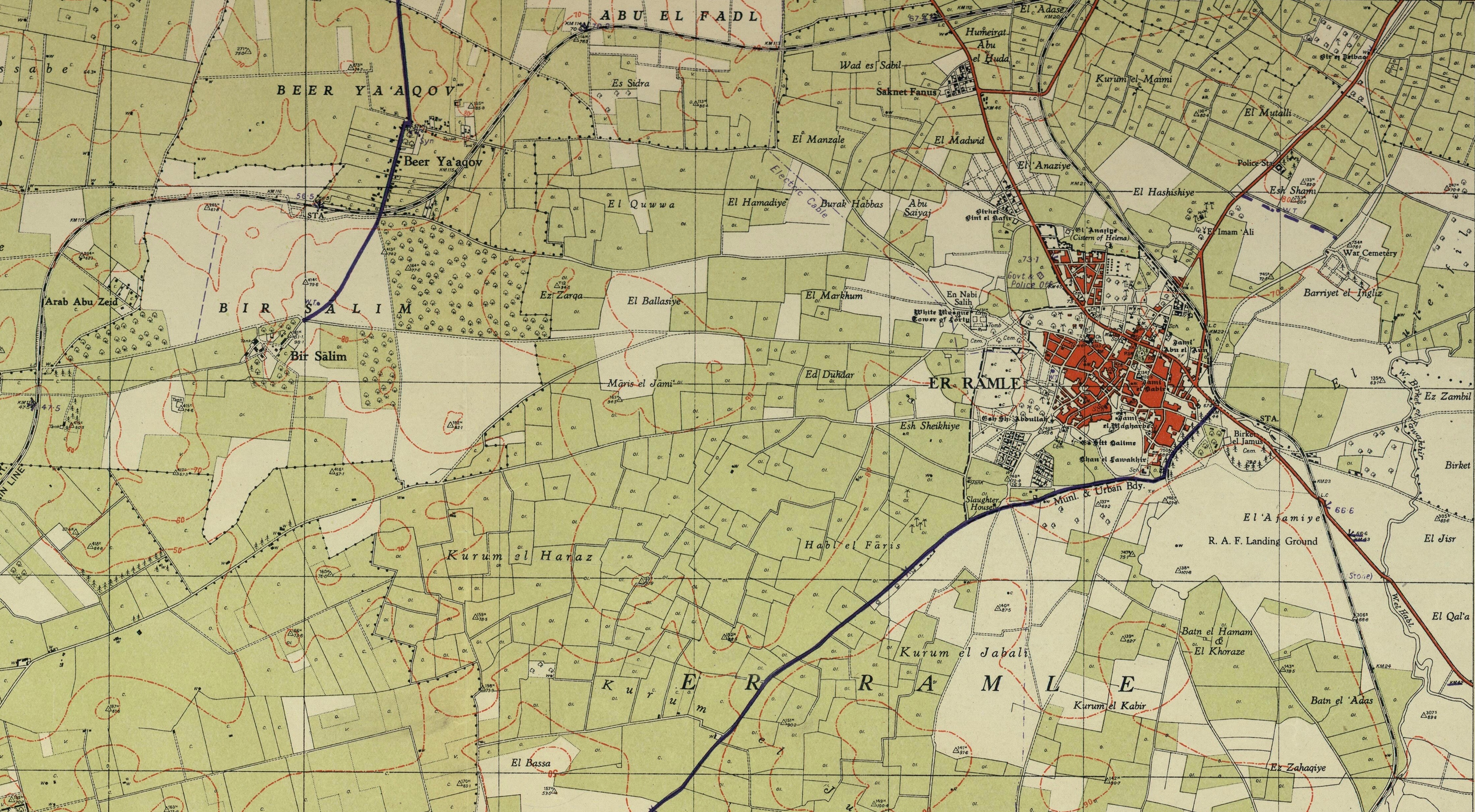
Bir Salim im Westen und Beʾer Jaʿaqov nördlich angrenzend, im Osten die Stadt Ramle, Karte von 1941

Netzer Sereni liegt elf Kilometer östlich vom Mittelmeer, etwa 17 Kilometer südöstlich vom Zentrum Tel Aviv-Yafos, etwa 42 km nordwestlich der Altstadt Jerusalems, vier Kilometer westlich Ramles und vier Kilometer südöstlich der Stadt Rischon LeZion. Westlich grenzt die Stadt Ness Ziona an, nördlich Beʾer Jaʿaqov. Die autobahnartig ausgebaute Landstraße  durchquert Netzer Serenis Gebiet im Norden. Per Zug erreicht man Netzer Sereni vom Bahnhof im Nachbarort Beʾer Jaʿaqov, der von den im Zuge des britischen Vormarsches im Ersten Weltkrieg errichteten Sinai-Bahn bis Februar 1918 eingerichtet worden war. Der Stationsname lautete Biʾr as-Salem nach dem damaligen britischen Hauptquartier im nahen Bir Salem. Die Palestine Railways behielten, nachdem sie den Eisenbahnbetrieb übernommen hatten, den Stationsnamen durch die gesamte Mandatszeit bei.

## Geschichte

### Schnellers Bodenpacht
Johann Ludwig Schneller, Gründer und Leiter des Syrischen Waisenhauses in Jerusalem, suchte für seine Zöglinge, Waisen osmanischer Staatsangehörigkeit, deren Eltern unter anderem Opfer der Christenverfolgungen in der Vilayet Syrien (1860) geworden waren, eine geeignete Siedlungsstätte. „Die deutschen württembergischen Templer, die sich 1869 in Palästina niederließen, brachten ihn auf die Idee, eine arabische Siedlung in der Nähe von Ramle zu gründen.“ So „versuchte Schneller in den Jahren 1877 bis 1879 mehrmals, ein unbebautes Gelände in der Küstenebene, der ‹Philisterebene› (hebräisch מִישׁוֹר פְלֶשֶׁת Mīschōr Pleschet), nahe der Stadt ar-Ramla zu erwerben. Doch die Behörden der Stadt und der osmanische Gouverneur in Jerusalem lehnten seine Wünsche ab.“ Mit dem Amtsantritt Midhat Paschas als Gouverneur von Syrien im Jahre 1878 machte sich Schneller wieder Hoffnungen, doch die Hohe Pforte lehnte 1879 ab.
Daraufhin wandte sich Schneller an den deutschen Konsul in Jerusalem, Thankmar von Münchhausen. „Obwohl Preußen und das Deutsche Reich im allgemeinen Kolonisationspläne ihrer Untertanen im Osmanischen Reich mit größter Vorsicht und Zurückhaltung zu behandeln pflegten, begrüßte Münchhausen das Schnellersche Projekt und hielt eine osmanische Erlaubnis für möglich, da ja die Ansiedler osmanische Untertanen wären.“ Doch erst nach der Festigung der deutsch-osmanischen Beziehungen und Kaiser Wilhelms II. erster Reise nach Istanbul im Jahre 1889 konnte Schneller 1890 auf seinen Namen für 40 Jahre ein Grundstück von 5600 Dönüm (ca. 515 ha) zu günstigen Bedingungen pachten.

### Gründung des Landgutes Bir Salem

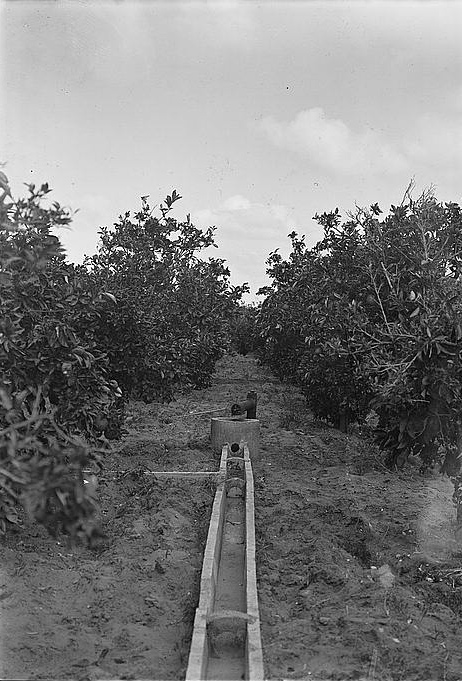
Brunnen mit Bewässerungskanälen im Orangenhain

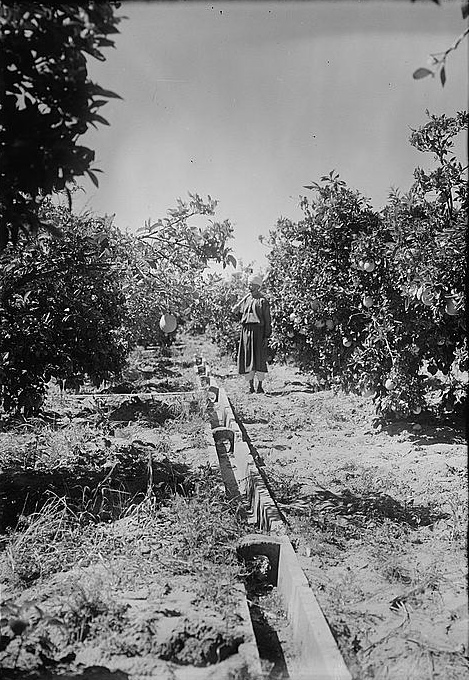
Gutsarbeiter im Orangenhain mit Bewässerungskanal

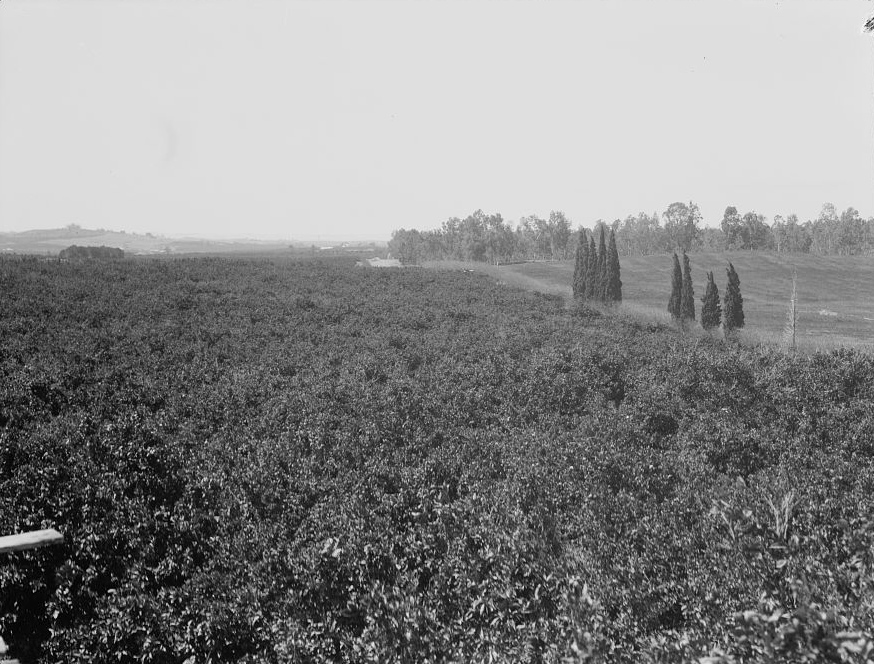
Orangenhaine und Felder um Bir Salem

1891 begann die Urbarmachung zwecks Aufbau eines Landgutes, das Schneller Bir Salem nannte. Allerdings „war es dem Syrischen Waisenhaus untersagt, auf dem gepachteten Gelände feste Bauten zu errichten. Mitarbeiter wie Zöglinge mussten sich daher mit Holzbaracken bescheiden.“ Nach Misserfolgen bei Getreideanbau und Viehzucht verlegte man sich auf Gemüseanbau und Fruchtplantagen.
„Die Schnellers legten Brunnen an und stellten Pumpen auf, was der Schlüssel zur Kultivierung des Landstrichs wurde. Da der erste Tiefbrunnen durch die Förderung des ostfriesischen Kurators Georg Friedrich Schaaf ermöglichte [sic!] wurde, erhielt die Hauptstation den Namen Friesia und die Wasserquelle den Namen Friesiabrunnen – eine wohl einmalige Kuriosität im Heiligen Land.“
Die Zitrusplantagen wurden „– eine technische Innovation ersten Ranges für Palästina – über ein ausgeklügeltes Bewässerungssystem mit einem 1895 aus Köln importierten Deutz-Motor mit Wasser versorgt“. Das Projekt kam aber nur langsam voran und die hohen Kosten für die Urbarmachung, Brunnenbohrungen (erst in 54 m Tiefe wurde man fündig), Wildwuchsbekämpfung und Mechanisierung überstiegen die Erlöse auf lange Zeit.

### Verwalter des Landgutes Bir Salem
Das Syrische Waisenhaus unterstellte das Landgut Verwaltern. Diese waren:
- 1890–1891: Johannes Haecker, ein Winzer aus Eberdingen
- 1893–1894: Johannes Blankenhorn
- 1894–1917: Matthäus Spohn (1866–1935), Karlshöher Diakon, aus Bleichstetten gebürtig
- 1917–1919: Lehrer Jakub Dschirius (يَعْقُوب جِرْيُس, DMG Yaʿqūb Ğiryus; kommissarisch)
- 1919–1923: Landgut beschlagnahmt und an einen Australier verpachtet
- 1923–1935: Matthäus Spohn
- 1935–1939: Johannes Spohn (auch Hans)[13][16]

Am prägendsten war Matthäus Spohns Wirken. Er blieb – mit kriegsbedingter Unterbrechung – bis zu seiner Pensionierung, bald gefolgt von seinem Tode, langjähriger Verwalter. Daher rühren arabische und hebräische alternative Namen des Landgutes arḍ-ešpon (أرض اشبون ‚Spohn-Land‘) und chawwat Spohn (חוות שפון ‚Spohn-Farm‘).

### Versuch der Pächteransiedlung
Erwachsene Zöglinge des Waisenhauses wurden als Landwirte ausgebildet und eingesetzt. Das Gelände Bir Salems sollte dazu dienen, „… den bäuerlichen Teil unserer Zöglinge anzusiedeln, das[s] nach und nach ein Dorf darauf entstehe.“ Sie erhielten je einen Morgen Landes zur privaten Bewirtschaftung und bei besonderem Fleiß weiteren Boden. „Schon in den neunziger Jahren musste man aber feststellen, dass die Zöglinge mit dieser Regelung nicht zufrieden waren, da sie nicht Grundeigentümer werden konnten. Dies galt aber für das Syrische Waisenhaus insgesamt, das selbst das Land, das Staatsland (mīrī) war, nur gepachtet hatte.“
Als sich die Zöglinge nicht mehr bereit fanden, nach Bir Salem zu ziehen, verbesserte man ihren Status und schloss mit ihnen nach Art des murābaʿa-Systems Unterpachtverträge für ihre Parzellen ab. Demnach umfing die Pacht Dreiviertel der Ernte. Von ursprünglich zwölf Pächtern blieben nur sieben, denn sie fürchteten, dass alle Kultur- und Bodenverbesserungen allein den Preis des Bodens steigern werden, was dann die osmanische Obrigkeit dazu veranlassen werde, den Pachtvertrag mit Schneller nicht zu erneuern, sondern stattdessen das Land an ihre Parteigänger auszutun. Da es also an Pächtern mangelte, wurden zusätzlich Beduinen als Landarbeiter angestellt.

### Erwerb Bir Salems zu Eigentum des Syrischen Waisenhauses
Mit Schnellers Tod 1896 mussten seine Erben, u. a. die Söhne Ludwig und Theodor, der neue Leiter der Gesamtanstalt Syrisches Waisenhaus, in die Pachtverträge eintreten. Die Erben bemühten sich, das Land für das Syrische Waisenhaus als Eigentum zu erwerben. Dieser Prozess zog sich aber hin. Im Juni 1904 wurden alle Landverkäufe an Ausländer verboten. Das Innenministerium der Pforte beschied daher, dass Schnellers Erben entweder die Pacht erneuern oder eine Entschädigung für die verfallene restliche Pachtzeit erhalten könnten.
Der deutsche Botschafter bei der Hohen Pforte, Adolf Marschall von Bieberstein, sagte dem Waisenhaus seine Unterstützung zu, das Landgut zu Eigentum zu erwerben. Im Januar 1906 wurde das Gelände des Landgutes dann zur Versteigerung freigegeben. Da aber die von Meir Dizengoff gegründete Fa. Geʾullah, die für jüdische Kolonien Grundstücke kaufte, mitbieten wollte, fürchtete das Syrische Waisenhaus im Bieterverfahren zu unterliegen. Theodor Schneller konnte sich mit Dizengoff einigen, so dass im Oktober 1906 das Waisenhaus 3754 Dönüm (ca. 345 ha oder 3,45 Quadratkilometer) des Landgutes à 21 Franken der Lateinischen Münzunion je Dönüm erwerben konnte. Das restliche knappe Drittel von 1846 Dönüm (ca. 170 ha) des Gutsgeländes erwarb die Geʾullah zu ihrem bereits erworbenen Gebiet des neuen Nachbarorts Beʾer Jaʿaqov hinzu, der 1907 gegründet wurde.
Noch 1906 wurde unter Spohns Leitung ein Landwirtschaftsinternat für 30 Waisen gegründet, die allerdings in Holzbaracken unterkommen mussten. Zu dieser Gelegenheit brachte Theodor Schneller die Waisen aus dem Jerusalemer Syrischen Waisenhaus nach Bir Salem. „Am fiktiven Gründungstag, dem 11. November 1907, ein Datum das von der Gründung des Syrischen Waisenhauses in Jerusalem am 11. November 1860 bestimmt war, konnten die Festgäste schon auf weite Felder blicken, auf denen Melonen und Weizen wuchsen“.
Mit einer Investition von 309.955 Mark (ℳ) (bis einschließlich 1910) waren 10.000 Apfelsinenbäume, 25 ha Weinberge, und 8 ha Öl-, Feigen-, Maulbeer-, Aprikosen-, Pfirsich-, Granatapfel- und Mandelbäume gepflanzt sowie schließlich das Landgut zu Eigentum erworben worden. Die Verkaufserlöse der Jahresernten beliefen sich 1910 auf 20.000 Franken, im Fixkurssystem des klassischen Goldstandards entsprach das 16.000 ℳ. Die Vorstandsmitglieder vom Kölner Evangelischen Verein für das Syrische Waisenhaus inspizierten Bir Salem 1910, waren höchst zufrieden mit dem Geleisteten, bemängelten aber die Unterbringung der Bewohner in Holzbaracken.
Von einer US-Reise zum Spendensammeln brachte Ludwig Schneller 1912 erste Pampelmusensetzlinge mit, die seither die Zitrusplantagen ergänzten. Bir Salem hatte zu dieser Zeit keine eigene Postzustellung, wahrscheinlich ging die Post nach Ramle ins Hotel Reinhardt, dessen Inhaber Templer war, und wurde per Boten nach Bir Salem gebracht.
Unter Matthäus Spohns Leitung begann im Jahre 1912 der Bau massiver Steingebäude, einem Schulgebäude mit Uhr- und Glockenturm, dem Lehrer- und Philistäischem Waisenhaus sowie einem Direktorenhaus. „Nach intensivem Drängen des schwäbischen Hausvaters Matthias [sic!] Spohn (1866–1935) entstanden in Bir Salem 1913 zwei Neubauten für die Unterbringung der Zöglinge, die bis dato in einfachen Baracken schlafen und leben mussten.“
Im Unterschied zu den Einrichtungen des Waisenhauses in Jerusalem und Nazareth (dort ab 1910: Galiläisches Waisenhaus) nannte man dieses Zöglingsheim in Bir Salem Philistäisches Waisenhaus. Zudem unterhielt das Waisenhaus am Ort eine Grundschule für die Kinder der inzwischen erwachsenen Zöglinge, die dort lebten und arbeiteten.

### Erster Weltkrieg und Nachkriegszeit
Mit Beginn des Ersten Weltkrieges wurde das Landwirtschaftsinternat geschlossen und die Schüler zu Verwandten gesandt. Manche deutsche Mitarbeiter im wehrfähigen Alter gingen zum Militärdienst. Einheiten des deutschen Asien-Korps belegten das Philistäische Waisenhaus, während die Osmanische Armee ihr Hauptquartier in Beʾer Jaʿaqov aufschlug. Das Landgut, Matthäus Spohn und andere Mitarbeiter waren geblieben, lieferte aber weiter seine Produkte ans Syrische Waisenhaus, das ansonsten unter mangelnder Nahrungsmittelversorgung litt.
Als die britischen Truppen unter General Edmund Allenby 1917 nach mehrmonatigem Abwehrkampf von Süden her durchbrachen, zogen die verbündeten deutschen und osmanischen Einheiten ab und mit ihnen die verbliebenen deutschen Mitarbeiter des Landgutes. Mitte Januar 1918 hatte Allenby sein Hauptquartier von Kelab, etwa 3 km südwestlich von Chan Yunis, ins Schulgebäude Bir Salems verlegt. Dort suchte am 3. April 1918 Chaim Weizmann mit einer zionistischen Delegation Allenby auf, um nach drei Tagen des Antichambrierens Palästina als Staat für das jüdische Volk zu fordern. Allenby erwiderte leise, das seine Aufgabe Kriegführung und Eroberung sei, für Politik und Staatsgeschäfte sei London zuständig.
Allenbys Truppen hatten die Küstenebene bis nördlich Tel Avivs und östlich Petach Tiquahs eingenommen und Allenby plante die letzte Offensive in Bir Salem, die er am 19. September 1918 startete und die Streitkräfte bis Damaskus führte. Als britisches Hauptquartier wurde Bir Salem eines der meist fotografierten Ziele der Luftaufklärung des 1. Königlich Bayerischen Fliegerbataillons. Die Photos zeigen den gesamten Gutskomplex, viele insbesondere das Lehrer- und Philistäische Waisenhaus.
Die Leitung der Landwirtschaft in Bir Salem übernahm nach Spohns Flucht der Lehrer Jakub Dschirius, jedoch waren die Lieferungen ans Syrische Waisenhaus in Jerusalem durch die Frontlinie unterbrochen. Nach der britischen Einnahme Jerusalems am 9. Dezember 1917 lieferte das Landgut auch wieder seine Produkte ans Waisenhaus. „Am 19. Juni 1918 teilten die britischen Behörden Theodor Schneller mit, dass seine Anstalten ab dem 1. Juli 1918 dem Committee for Supervision of German Educational Institutions unter der Leitung des anglikanischen Bischofs Rennie MacInnes unterstellt werden würden. Dieses Komitee delegierte dann die Aufsicht über das Syrische Waisenhaus an das amerikanische Rote Kreuz, das Mitte Juli 1918 die Arbeit aufnahm.“ Auf Intervention von Absolventen des Waisenhauses und MacInnes, Bischof von Jerusalem, wurde Theodor Schneller nicht aus Palästina ausgewiesen, wie viele andere Deutsche in leitenden Positionen, sondern für zwei Jahre in seiner Dienstwohnung unter Hausarrest gestellt.
Das Landgut Bir Salem, inzwischen als feindliches Eigentum beschlagnahmt, verpachtete die britische Verwaltung 1919 für vier Jahre an einen demobilisierten australischen Colonel. Die anfallende Pacht bot Edward Keith-Roach, der Public Custodian of Enemy Property der palästinensischen Mandatsregierung, am 20. Dezember 1920 dem in Köln ansässigen Evangelischen Verein für das Syrische Waisenhaus an, wenn er Leitung und Betreuung der Einrichtung in Jerusalem wieder in eigene Regie übernehmen würde.
Die massiven Bauten des Philistäischen Waisenhauses wie auch die ehemaligen Barackenunterkünfte blieben jedoch unter britischem Beschlag. In ihnen war 1920 die 51st (Highland) Division stationiert. Später nahm dort die British Gendarmerie in Palestine, für die ab März 1922 einzig Briten rekrutiert wurden, ihr Hauptquartier. Die Gendarmerie wurde aus Finanzgründen 1926 aufgelöst.

### Zwischenkriegszeit
Matthäus Spohn, seine Gattin Luise und Sohn Johannes, denen 1917 die Flucht über Jerusalem, Nazareth und Kleinasien nach Deutschland gelungen war, kehrten 1921 ins Heilige Land zurück. „Dank der Intervention der amerikanischen und schweizerischen Kuratoren [im American Committee for Relief in the Near East] kehrte das eigentlich bis 1925/26 verpachtete Bir Salem bereits am 11. Oktober 1923 in deutsche Hände zurück. Allerdings blieben Teile des englischen Generalstabs weiter in den Gebäuden wohnen. Erst mit dem offiziellen Ende des Mietvertrags wurde das Landgut endgültig wieder Zweigstation des Syrischen Waisenhauses.“ Spohn übernahm wieder die Leitung des Landgutes.
Im Jahre 1928 ging die Gesamtleitung aller Einrichtungen des Syrischen Waisenhauses an Hermann Schneller (1893–1993), einen Sohn Theodors, über. Gegen Oktober 1927 gaben die britischen Streitkräfte die noch belegten Bauten in Bir Salem endgültig zurück. „Da die Baracken des Landguts sich aber in einem miserablen Zustand befanden, beantragte Direktor Schneller bei der Regierung eine Schadensersatzzahlung in Höhe von 10.000 Mark. Nachdem die Engländer zwei Verhandlungstermine platzen ließen, zahlten sie schließlich den Betrag von 167 Pfund als Entschädigung, sodass das renovierte Philistäische Waisenhaus am Neujahrstag 1928 wiedereröffnet werden konnte.“
Am Sonnabend früh, den 15. Januar 1928, am Geburtstag Johann Ludwig Schnellers, begrüßte Spohn in Bir Salem Gäste zur festlichen Gala anlässlich der Wiedereröffnung des Philistäischen Waisenhauses. Die Glocken vom Schulturm läuteten. Das Landwirtschaftsinternat öffnete wieder zum Schuljahr 1929/1930. „1930 umfasste das Anwesen 33.287 Apfelsinenbäume, 2.967 Ölbäume, rund 6.000 Rebstöcke, 2.000 Mandelbäume, 41.818 Eukalyptusbäume, die vor allem zu Brennholz verarbeitet wurden, sowie einen großen Zypressen-Bestand.“
Die politische Unsicherheit in Deutschland löste eine starke Kapitalflucht aus, die die Reichsregierung 1931 nicht mit vertrauensbildenden Maßnahmen wehrte, sondern durch eine Devisenzwangsrationierung, die sogenannte Reichsfluchtsteuer. Zunächst wurden den Kirchen für missionarische Zwecke Devisen noch unbürokratisch zugeteilt. Doch mit der Verschärfung der Devisenrationierung unter der NS-Regierung 1933 machten die Nazis die Zuteilung von Devisen an Missionen von deren politischer Botmäßigkeit abhängig. So verkaufte Bir Salem zwar weiter seine Apfelsinen nach Deutschland, Jaffa-Orangen aus Bir Salem waren ein Markenzeichen.
Doch von den dabei erzielten Erlösen in Reichsmark (ℛℳ) durfte das Syrische Waisenhaus nicht mehr frei auf Pfund lautende Devisen kaufen, die zunehmend – für rüstungswichtige Importe vorbehalten – behördlich zugeteilt oder auch verweigert wurden. Dadurch standen den auf Pfund lautenden Unkosten in Palästina inkonvertible Reichsmark-Guthaben (Sperrmark) in Deutschland gegenüber. Ab 1933 mussten alle Währungsgeschäfte mit Palästina über die im Juli gegründete Palästina-Treuhandstelle zur Beratung deutscher Juden G.m.b.H. (Paltreu, Berlin) und das Haʿavara Trust and Transfer Office Ltd., Tel Aviv, abgewickelt werden.
Dabei durften – vermittelt durch Paltreu und Haʿavara – die Inhaber von Reichsmarkguthaben diese nur an solche Palästinenser gegen palästinensische Pfund verkaufen, die zusagten, die so erworbenen Reichsmark komplett für den Kauf nicht rüstungsrelevanter deutscher Exportwaren auszugeben. Regte sich nur wenig Interesse an solcher deutschen Exportware, dann konnten auch nur wenige Inhaber von Reichsmarkguthaben diese für palästinensische Pfund verkaufen. Die Währungsbehörde (Currency Board) der Mandatsregierung hielt das Palästina-Pfund auf 1:1 Parität mit dem Pfund Sterling. So blieb das Syrische Waisenhaus in der Saison 1934/35 auf inkonvertiblen 53.000 ℛℳ und 1935/36 auf 22.000 ℛℳ an Orangenverkaufserlösen sitzen. 1936/37 gelang es zumindest einen Teil der ℛℳ-Erlöse mit deutschen Exportwaren für Palästina zu verrechnen, aus deren Bezahlung in Palästina-Pfund das Waisenhaus dann einen Anteil erhielt.
Im Sommer 1935 übernahm Hans Spohn die Gutsleitung von seinem Vater Matthäus Spohn, der in Pension ging und noch im gleichen Jahr verstarb. Im gleichen Jahr verlegte das Syrische Waisenhaus seine zu Beginn des 20. Jahrhunderts gegründete Ziegelei, die erfolgreich Dachziegel nach Marseiller Vorbild herstellte, nach Bir Salem. Dort waren bessere Tonvorkommen, jedoch wurde die Anschaffung eines Motorwagens für die nun längeren Lieferwege nötig.
In Bir Salem bekannte sich ein Diakon, der von der Stiftung Karlshöhe Ludwigsburg gekommen war, bald nach der Machtübergabe an die Nazis offen als SA-Mann zum Nationalsozialismus. Unter Johannes (Hans) Spohn als Gutsverwalter fanden in Bir Salem auch offiziell NS-Veranstaltungen statt. 1937 „wurde der deutsche Nationalfeiertag für die Deutschen Südpalästinas in der Syr[ischen ]W[aisenhaus]-Außenstelle Bir Salem … begangen.“
Die finanzielle Lage verschärfte sich. In der Saison 1937/1938 konnten viele Orangenpflanzer ihre Apfelsinen nur ohne Gewinn verkaufen, so auch Bir Salem, das dennoch eine schwarze null schaffte, aber ohne den sonst üblicherweise abgeführten Überschuss im Haupthaus eine Finanzlücke riss. Im November 1938 beliefen sich die Schulden des Waisenhauses daher auf 8.500 Pfund (umgerechnet 120.955 ℛℳ), à 8 % Zinsen p. a., dem jedoch ein Grundvermögen zum geschätzten Preis von 281.028 £ (umgerechnet 3.999.028,44 ℛℳ) gegenüberstand. Der Vorstand beschloss zunächst die Waisenhäuser in Nazareth und Bir Salem zu schließen, doch dann entschloss man sich, sie weiter zu betreiben und einen Kredit aufzunehmen.

### Zweiter Weltkrieg und Nachkriegszeit
Im Laufe des Jahres 1939 bis zum Kriegsausbruch, verweigerte das Reich systematisch fast alle Devisenzuteilungen. Nach dem deutschen und sowjetischen Überfall auf Polen 1939 internierte die Britische Regierung Palästinas Johannes Spohn, seine Mutter Luise Spohn (1867–1956) sowie die weiteren deutschen Bewohner und Mitarbeiter aus Bir Salem als feindliche Ausländer. Das Landwirtschaftsinternat musste schließen.
Ab 1940 wurden alle internierten Deutschen, Italiener und Ungarn in den palästinensischen Orten Bethlehem in Galiläa, Waldheim und Wilhelma zusammengeführt. Der Public Custodian of Enemy Property, Edward Keith-Roach, übernahm das Landgut und verpachtete seine beschlagnahmten Ländereien an Herrn Dadschani (دجاني, DMG Daǧānī) aus Jaffa, der es bis Mai 1948 hielt. Schulgebäude, Lehrer-, Waisen- und Direktorenhaus übernahmen die britischen Streitkräfte.
Die 25th Field Company (später in 17th Field Squadron umbenannt) der Royal Engineers bezog ihr Quartier in den Gutsgebäuden. Die Pioniere betrieben dort auch eine technische Schule für Rekruten. Am 15. April 1948 räumten die Briten die Gutsgebäude.

### Im Unabhängigkeitskrieg
Im Unabhängigkeitskrieg nahm – von Beʾer Jaʿaqov kommend – die Givʿati-Brigade am 9. Mai 1948 das Landgut Bir Salem ein. Damit kamen sie der von Ramle her vorrückenden arabischen Armee des heiligen Krieges unter Hassan Salameh zuvor, die Stellung auf den Hofstellen der arabischen Pächter bezog. Gegen Ende des Krieges erstürmte das 52. Palmach-Bataillon die Pächterhäuser und vertrieb die arabischen Pächter und Unterpächter und ihre Familienangehörigen – zusammen 476 Personen – aus Bir Salem. Die Pächterhäuser wurden zerstört.
Im weiteren Verlauf des Unabhängigkeitskrieges wurde eine Gruppe Schoah-Überlebender, viele aus dem KZ Buchenwald, abgeordnet, das Landgut Bir Salem zu bewachen. Sie versuchten die Landwirtschaft – soweit möglich – wieder in Gang zu bringen. Und so beschlossen mehrere von ihnen, sich in Bir Salem niederzulassen. Sie beantragten bei der für Immigranten zuständigen ha-Sochnuth ha-Yehudith (Jewish Agency) Bir Salem als Siedlungsstätte zugewiesen zu bekommen.

### Gründung des Kibbuz und seine Entwicklung

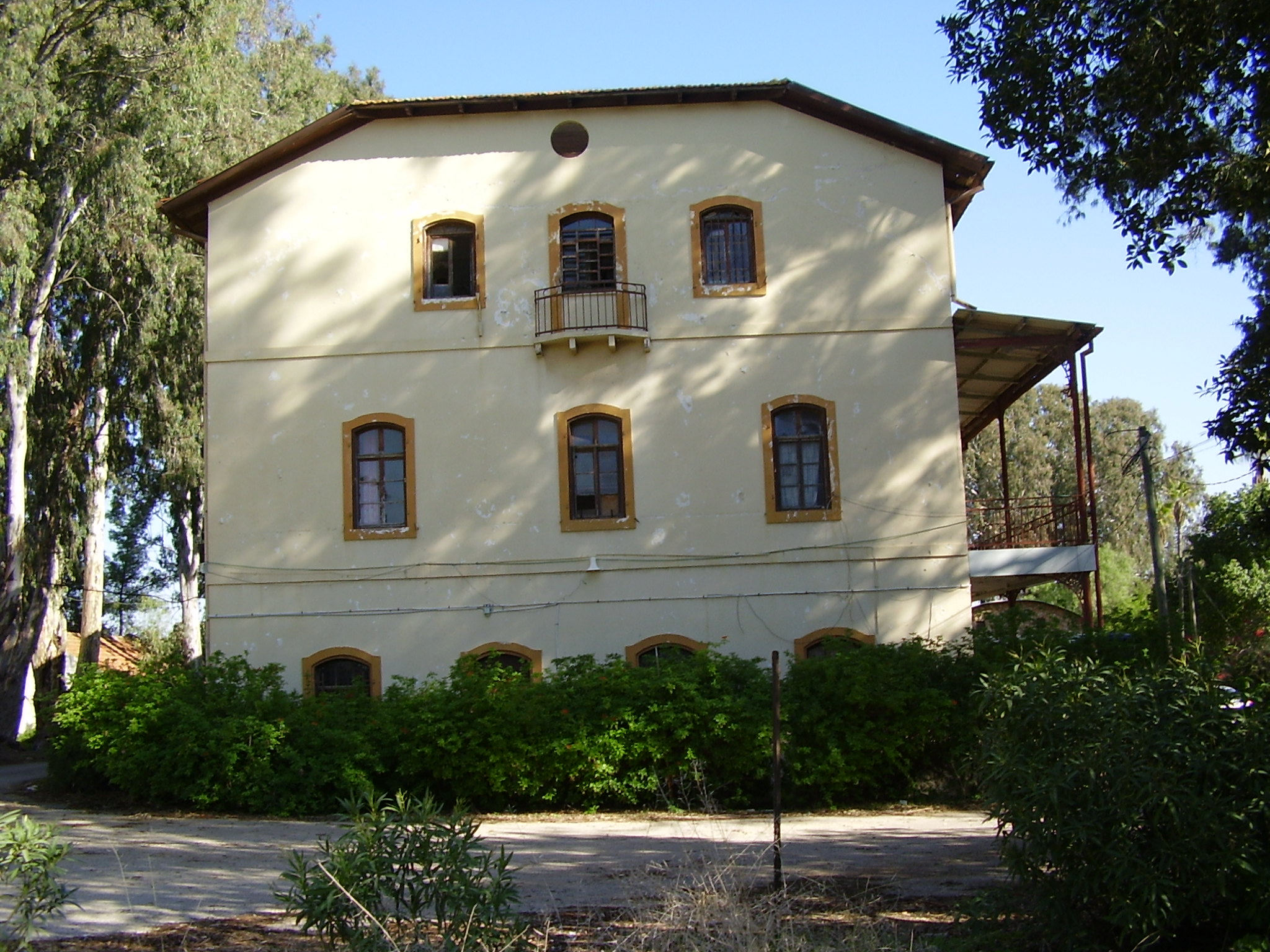
Das ehemalige Philistäische Waisenhaus in Netzer Sereni, 2007.

Am 20. Juni 1948 überließ die Sochnuth 14 Männern und zwei Frauen das Landgut Bir Salem in Erbpacht, um darauf einen Kibbuz, Kibbuz Buchenwald, zu gründen. Die Gründer waren jüdische Deutsche und nach Deutschland verschleppte jüdische Polen, „die sich im Konzentrationslager Buchenwald zusammengefunden und das Leben im Kollektiv beschlossen hatten.“ 1949 wurde der Name in Netzer geändert und 1955 in Netzer Sereni erweitert (Siehe auch Ortsnamen). Die Kibbuzniks bezogen zunächst das Lehrer- und Philistäische Waisenhaus.
Die israelische Regierung hatte alles von der britischen Mandatsregierung beschlagnahmte deutsche Vermögen im Staatsgebiet, also auch das Landgut und seine Agrarfläche, 1950 im Vorgriff auf eine Regelung israelischer Forderungen entschädigungslos enteignet. Die Forderungen bezogen sich auf die Eingliederung geschätzter 70.000 Flüchtlinge und 430.000 Überlebender der NS-Judenverfolgung in Deutschland und Europa, die dann 1952 im deutsch-israelischen Luxemburger Abkommen geregelt wurden.
Schon im September 1951 vereinbarten Israel und Lutherischer Weltbund, der u. a. die Interessen des Evangelischen Vereins für das Syrische Waisenhaus vertrat, eine Entschädigung für alle verstaatlichten Einrichtungen im ehemaligen Eigentum deutscher protestantischer Organisationen. Dabei übertrug Israel dem Lutherischen Weltbund all deren Einrichtungen sakralen Charakters zur freien Verfügung, während es alle anderen Einrichtungen protestantischer Organisationen aus Deutschland als verstaatlichtes Eigentum einbehielt und entschädigte.
Anfang der 1950er Jahre gab es schwere ideologische Auseinandersetzungen in der Kibbuzbewegung über ihr Verhältnis zum Kollektivismus, Kommunismus und zur Sowjetunion. Ein Teil der Mitgliedskibbuzim im Verband HaKibbuz haMeʾuchad (הקיבוץ המאוחד ‚Vereinigter Kibbuz‘) trat 1951 aus und schloss sich mit einer Vereinigung von Kvuzot zusammen. So entstand der neue Kibbuzverband Ichud haKvuzot we-haKibbuzim (איחוד הקבוצות והקיבוצים ‚Vereinigung der Kvuzot und der Kibbuzim‘).
Sozialdemokratische Kibbuzniks, die eine kritische Haltung gegenüber der Sowjetunion einnahmen, verließen 1952 den mehrheitlich sozialistischen Kibbuz Givat Brenner, so dass die Einwohnerzahl Netzers sich durch 120 Zuzüge verstärkte, davon 100 erwachsene Genossen meist deutscher (eingewandert im Zuge der Fünften Alijah), geringerenteils auch italienischer und litauischer Abkunft. „Keiner von ihnen hatte weniger als 17 Jahre in dem heimatlichen Kibbuz gelebt, und einige hatten große Verdienste um seine Entwicklung. Es war für Giwat Brenner [Givʿat Brenner] ein schwerer Verlust.“ Der Riss trennte Freunde und sogar Familien. „Diese Abtrennung war durch politische Gegensätze bestimmt, … aber offenbar ebenso durch seelische Momente. Eines der Hauptmotive, das viele Genossen und besonders die Frauen unter ihnen zum Auszug veranlaßte, war der Drang nach geschlossenerem Familienleben. Die neuen Wohnhäuser wurden so gebaut, daß Kinder bei den Eltern schlafen.“

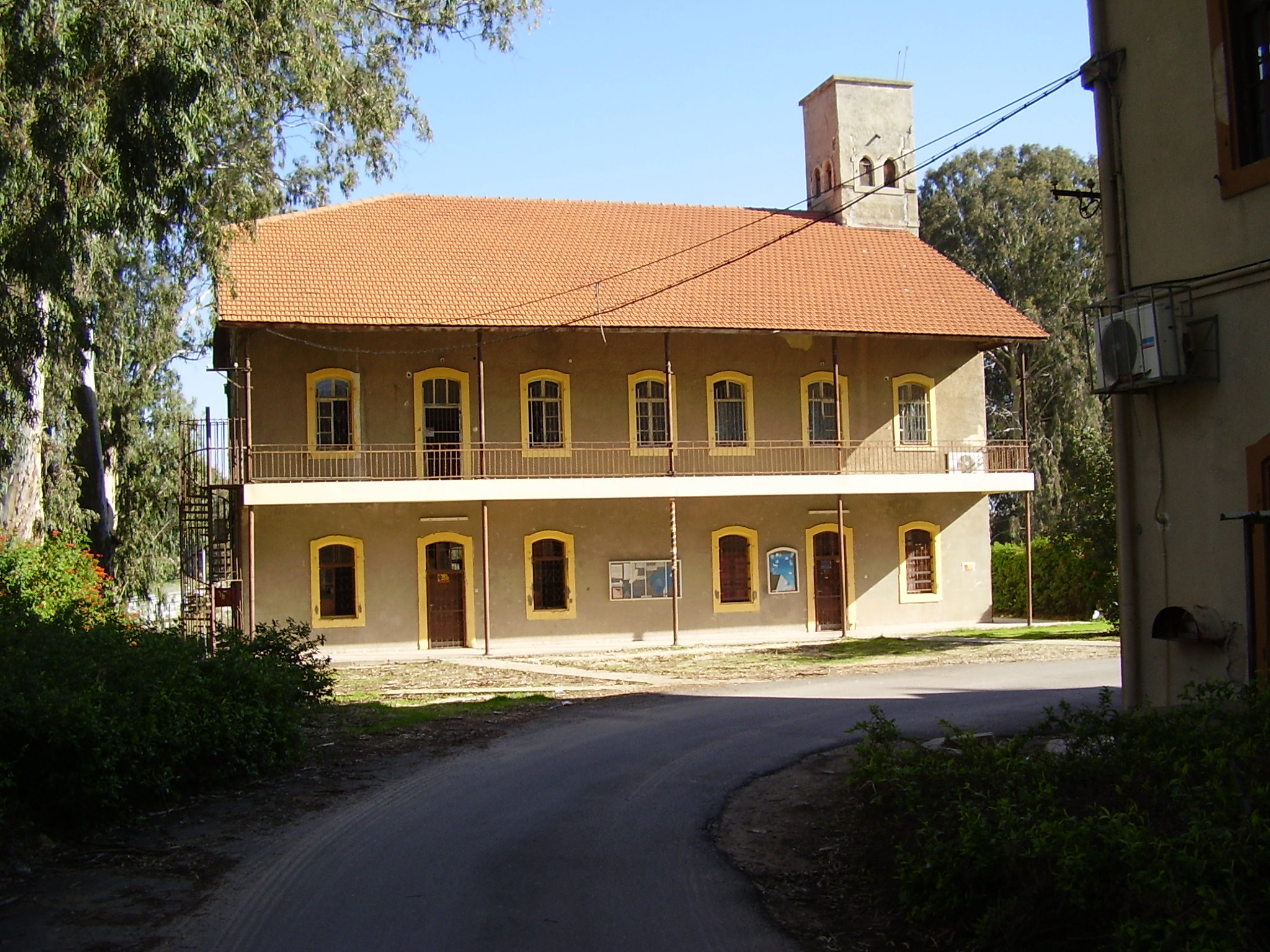
Schulhaus in Netzer Sereni

Stephen Spender schildert die Lebensverhältnisse Anfang der 1950er Jahre. Im Schulgebäude wurde die Kibbuzschule eingerichtet. Ab 1952 wurden die Kinder des Kibbuz, bis 1962 waren es 140, davon waren 20, deren Eltern Buchenwald überlebt hatten, auf allen Klassenstufen in Netzer Sereni unterrichtet, „obgleich die Schülerzahl in den Aufbauklassen, die noch in einigen Unterrichtsstunden nach der humanistischen und der realen Richtung geteilt wurden, minimal war.“ Erst nachdem die Erschütterung der Kinder über die Trennung von jenen in Givʿat Brenner, wo sie in Gemeinschaft betreut von Metaplot gelebt hatten, ausgestanden war, beschloss der Kibbuz, die Sechzehn- und Siebzehnjährigen als Fahrschüler in eine Oberschule in einem anderen Kibbuz gleicher Richtung zu schicken.
Zu Beginn der 1960er Jahre wurde das Lehrer- und Philistäische Waisenhaus zum Kinderhaus für die Tagesbetreuung und die Kinder gaben dem Bau den Namen Chawwat Allenby (חוות אלנבי ‚Allenby-Hof, -Farm‘). Wie allgemein im Kibbuz wurden die Kinder früh am Wirtschaftsleben des Kibbuz beteiligt, an fünf Wochentagen erledigten Grundschüler jeweils anderthalb Stunden lang Aufgaben für den Kibbuz, Jugendliche arbeiteten je drei Stunden in allen Bereichen mit. 1962 zählte die Schule in Netzer Sereni 200 Schüler, davon 60 Schüler aus anderen Orten. 2005 wurde die Schule geschlossen, alle Kinder im Schulalter sind seither Fahrschüler.
„In seiner Wirtschaft wurde Netzer-Sereni nach dem Muster Giwat Brenners aufgebaut.“ Neben intensiver Landwirtschaft mit den Hauptzweigen Zitrus- und Obstplantagen, aber auch Milchvieh, betrieb der Kibbuz eine große Schlosserei, in der fast ausschließlich Kibbuzniks arbeiteten, und eine große Lohntischlerei mit überwiegend auswärtigen Beschäftigten. Anfang der 1960er Jahre waren 60 % der Einwohner mitteleuropäischer Abkunft. Der vorherrschende örtliche Erwerbszweig ist noch immer die Landwirtschaft (Ackerbau, Zitrusplantagen, Weinbau und Geflügelzucht), aber ihre Bedeutung sinkt. Neu hinzugekommen ist ein Reiterhof. Daneben bestehen Industrien im Gewerbegebiet Chatzer Sereni (חצר סרני) nahe der Landstraße 431. Viele Einwohner arbeiten außerhalb Netzer Serenis.
1999 beschlossen die Kibbuzniks den Kibbuz in der bisherigen Form aufzugeben und seit 2000 sind die meisten Formen genossenschaftlichen Erwerbs und Konsums aufgehoben. Die ehemaligen Kibbuzniks erhielten jeweils einen Anteil am Kibbuzvermögen und neue Mitglieder werden nicht mehr aufgenommen. Wer seither zuzieht kann nicht mehr Kibbuznik werden, muss aber auch nicht Anteilseigner sein. Die ehemaligen Unterkünfte für Volontäre wurden abgerissen und statt ihrer Einfamilienhäuser errichtet, die zu Gunsten des Gemeinschaftsvermögens vermietet werden und so zu den Kibbuzeinnahmen beitragen.

## Ortsbild

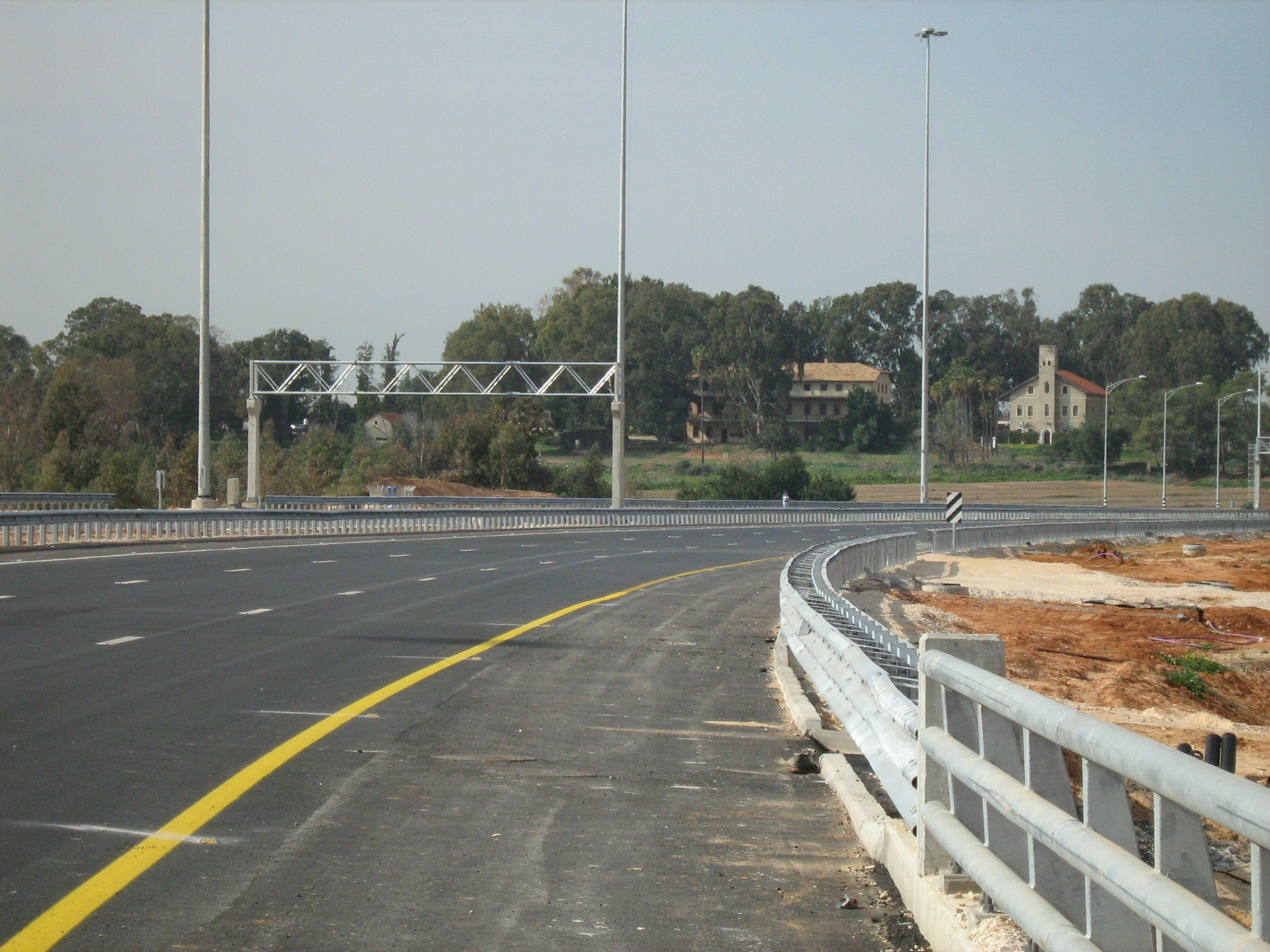
Blick 2009 von der Autobahn zur ehem. Schule mit Türmchen und zum ehem. Lehrer- und Waisenhaus.

Die Bauten des Landgutes prägen noch heute einen Teil des Ortsbildes, den man von der Autobahn aus sehen kann. Auf Drängen Matthäus Spohns errichtete das Syrische Waisenhaus 1913 feste Unterkünfte für seine Zöglinge, die in Bir Salem lernten und arbeiteten. Im heutigen hebräischen Sprachgebrauch hat sich für das Landgut die Bezeichnung Chawwat Spohn (חוות שפון ‚Spohn-Farm‘) eingebürgert.
Die Betreiber des Syrischen Waisenhauses in Jerusalem benannten dabei das Haus für die Lehrer und Waisen wegen seiner Lage nahe dem Land der antiken Philister das Philistäische Waisenhaus. Das Schulgebäude mit Türmchen, Uhr und Stundenglocke nutzte Allenby 1918 mehrere Monate als britisches Hauptquartier. Von den 1950er Jahren bis 2005 diente es als Kibbuzschule und Kindergarten. Die Kibbuzschüler nannten das Schulgebäude daher Chawwat Allenby (חוות אלנבי ‚Allenby-Farm‘). Heute besuchen die meisten Kinder Netzer Serenis die Schule in Beit Chaschmonaʾi (hebräisch בית חשמונאי).

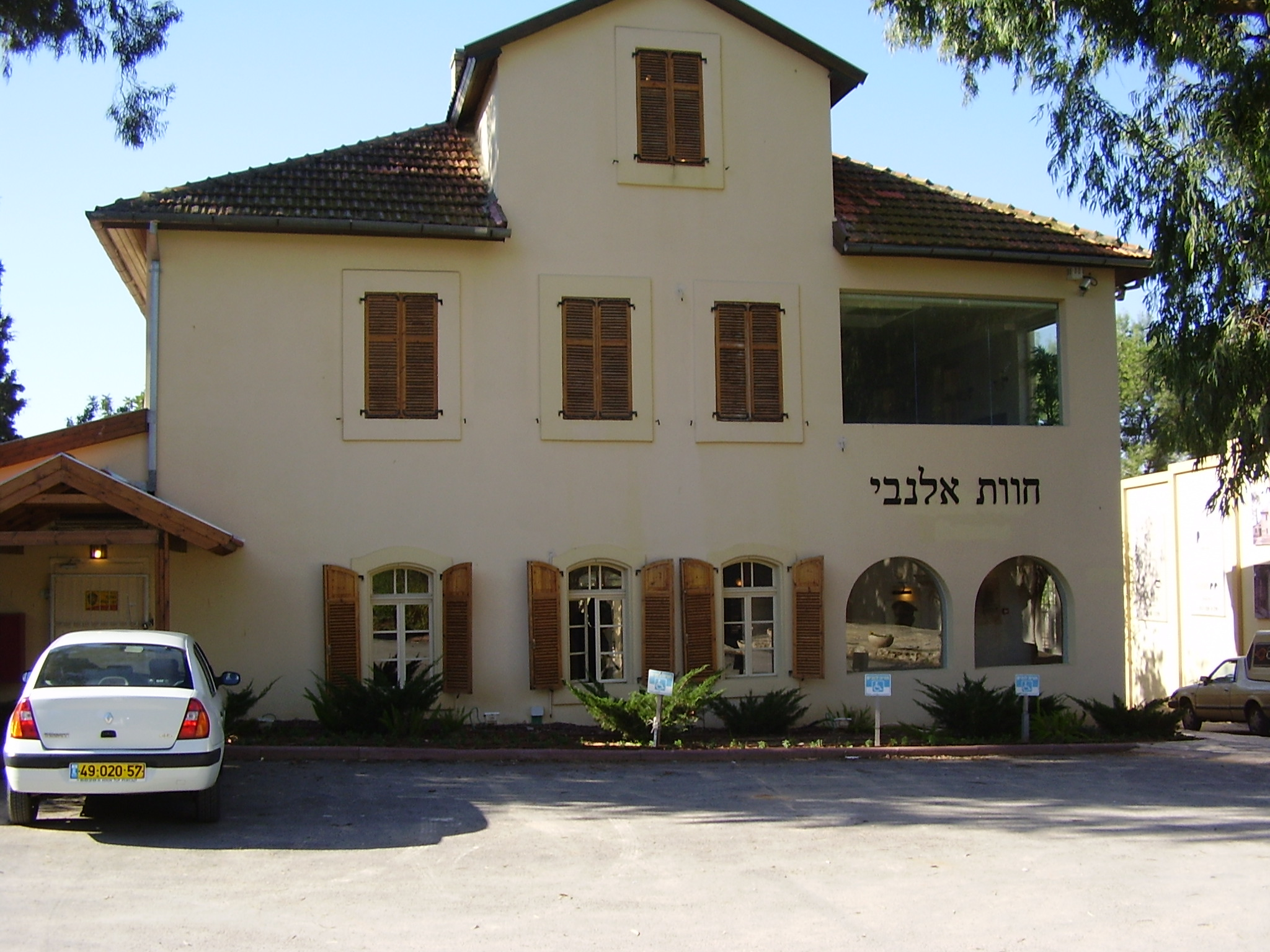
Das Restaurant Chawwat Allenby im ehem. Direktorenhaus.

Das Direktorenhaus des Landgutes beherbergt jetzt ein Restaurant namens Chawwat Allenby, mit Räumen für verschiedene Veranstaltungen wie Familienfeste und Vorträge. Ferner gibt es in Netzer Sereni ein Wasserreservoir vom Anfang des 20. Jahrhunderts, dass den ältesten Bau Israels aus Portland-Beton darstellt.
Batya Lischanski (בתיה לישנסקי; 1900–1990) schuf 1965 das eingangs abgebildete Denkmal Von der Schoah zur Wiederaufrichtung (משואה לתקומה) zum Gedenken der Opfer der Schoah und an den Neubeginn. Weitere Einrichtungen am Ort sind ein Schwimmbad, ein Kindergarten, eine Bibliothek, ein Laden und eine Klinik.

## Bevölkerung
Laut Statistik von 2008 lebten in Netzer Sereni 585 Einwohner, vor allem Juden und wenige Nichtjuden, die durch ihre familiären Beziehungen dem jüdischen Bevölkerungssegment zugerechnet werden. Für 1945 und 1948 wird die Zahl der damals arabischen Einwohner mit 410 bzw. 476 angegeben. 2018 war die Einwohnerzahl auf 823 gestiegen.

## Bekannte Einwohner
- Chaim Ben-Ascher (10. Juli 1904 bis 14. Juli 1998; חיים בן-אשר), Politiker der Mapai, Mitglied der ersten und der zweiten Knesseth
- Eyal Ben-Reʾuven (1954), israelischer General und Politiker
- Akiva Eger (1913–2001), Ökonom